# Shai Hulud (Band)
Shai Hulud ist eine US-amerikanische Mathcore/Hardcore-Punk-Band aus Pompano Beach, Florida (später zog die Band nach Poughkeepsie, New York um).
Die Band ist nach den gleichnamigen Sandwürmern des Wüstenplaneten aus Frank Herberts Science-Fiction-Roman Dune benannt. Sie zeichnet sich durch komplexe Song-Strukturen aus und steht derzeit bei Metal Blade Records unter Vertrag.

## Diskografie
- 1997: A Profound Hatred of Man (EP) (Crisis Records)
- 1997: Hearts Once Nourished With Hope and Compassion (Crisis Records)
- 1998: The Fall of Every Man (Split-EP mit Indecision) (Crisis Records)
- 2000: A Whole New Level Of Sickness (Split-EP mit Another Victim) (Trustkill Records)
- 2003: That Within Blood Ill-Tempered (Revelation Records)
- 2005: A Comprehensive Retrospective: Or How I Learned To Stop Worrying and Release Bad and Useless Recordings (Revelation Records)
- 2008: Misanthropy Pure (Metal Blade Records)
- 2013: Reach Beyond The Sun (Metal Blade Records)
- 2015: Just Can't Hate Enough x2 - Plus Other Hate Songs (No Sleep Records)